# Művelődéstörténet Erdélyben
A művelődéstörténet a történettudományok nemzetiségi művelőitől különösképpen megkívánt átfogó önismereti szemléletet nyújtó tudományterület. A Művelődéstörténeti Tanulmányok 1979-es kötetének bevezetésében Jakó Zsigmond leszögezi: "Minthogy a nemzetiségi sajátságok legszembetűnőbben a művelődés területén nyilvánultak meg, a magyar nemzetiségtörténetnek [...] fontos része, valóságos gerince a művelődéstörténet [...]. Hasonlóan jellemző és fontos sajátosságokat felmutató, egyenesen nélkülözhetetlen fejezete a nemzetiségtörténetnek a társadalom vagy az intézmények története."
Maga a művelődéstörténet szintén a lehető legtágabban értelmezendő, úgy, hogy "a szellemi művelődésen, életformán, életszemléleten kívül beleférjen a magyarság teljes anyagi kultúrája, kezdve a gazdálkodástól a településen, építkezésen, lakáson, ruházaton, étkezésen, egészségügyön át a mindennapi élet és munka tárgyi hagyatékáig". Ez a program, mintegy alapja a Jakó Zsigmond nevéhez fűződő nemzetiségtörténeti iskolának, megkívánja a jelenségek természetes egységükben való ábrázolását, s így alapkövetelménye a nyitottság, az erdélyi magyarság múltjának párhuzamos vizsgálata a román-magyar és szász-magyar kapcsolatok évszázados alakulásával.
Ez az összehasonlító művelődéstörténetté bővült nemzetiségi történettudomány üldözötté vált a nacionalista diktatúrává fajuló uralom alatt, s ha időnként értékes részlettanulmányokig érlelődött is, összefoglaló művekkel csak a demokrácia megerősödése során jelentkezhet.